# Ямпільська селищна рада (Ямпільський район)
Я́мпільська се́лищна ра́да — орган місцевого самоврядування в Ямпільському районі Сумської області. Адміністративний центр — селище міського типу Ямпіль.

## Загальні відомості
- Населення ради: 6 414 особи (станом на 2001 рік)

## Населені пункти
Селищній раді підпорядковані населені пункти:
- смт Ямпіль
- с. Діброва
- с. Івотка
- с. Імшана
- с-ще Неплюєве
- с. Ольгине
- с-ще Привокзальне
- с. Прудище
- с. Ростов

## Склад ради
Рада складається з 30 депутатів та голови.
- Голова ради: Цибулько Наталія Миколаївна
- Секретар ради: Ісаєнко Тетяна Миколаївна

### Керівний склад попередніх скликань
| Прізвище, ім'я, по батькові | Основні відомості                                                | Дата обрання | Дата звільнення |
| --------------------------- | ---------------------------------------------------------------- | ------------ | --------------- |
| Чубун Анатолій Олексійович  | Селищний голова, 1954 року народження, безпартійний              | 26.03.2006   | 31.10.2010      |
| Цибулько Наталія Миколаївна | Селищний голова, 1963 року народження, освіта вища, позапартійна | 31.10.2010   |                 |

Примітка: таблиця складена за даними сайту Верховної Ради України

### Депутати
За результатами місцевих виборів 2010 року депутатами ради стали:

#### За суб'єктами висування
| Суб'єкт висування                 | Кількість обраних депутатів | %    |
| --------------------------------- | --------------------------- | ---- |
| Самовисування                     | 16                          | 53,3 |
| Політична партія «Сильна Україна» | 7                           | 23,3 |
| Партія регіонів                   | 5                           | 16,7 |
| Народна партія                    | 2                           | 6,7  |

#### За округами
| № округу                          | Прізвище, ім'я, по батькові      | Дата визнання обраним | Освіта             | Партійна приналежність                                | Відомості про обраного депутата                                             |
| --------------------------------- | -------------------------------- | --------------------- | ------------------ | ----------------------------------------------------- | --------------------------------------------------------------------------- |
| Народна Партія                    |                                  |                       |                    |                                                       |                                                                             |
| 21                                | Козюля Іван Олексійович          | 03.11.2010            | вища               | член Народної партії                                  | ДП «Свеський лісгосп», лісничий                                             |
| 26                                | Дзюба Валерій Георгієвич         | 03.11.2010            | середня спеціальна | член Народної партії                                  | ДП «Свеський лісгосп», майстер                                              |
| Партія регіонів                   |                                  |                       |                    |                                                       |                                                                             |
| 15                                | Головач Олександр Кирилович      | 03.11.2010            | вища               | член Комуністичної партії України                     | Ямпільська загальноосвітня школа № 2, вчитель                               |
| 16                                | Жирнова Людмила Юріївна          | 03.11.2010            | вища               | позапартійна                                          | Ямпільська ЦРЛ, лікар-нарколог                                              |
| 22                                | Шматок Віктор Юхимович           | 03.11.2010            | вища               | позапартійний                                         | Ямпільська сортодослідна станція, директор                                  |
| 27                                | Демич Валентин Михайлович        | 03.11.2010            | середня            | позапартійний                                         | приватний підприємець                                                       |
| 28                                | Коршок Володимир Васильович      | 03.11.2010            | середня            | позапартійний                                         | приватний підприємець                                                       |
| Політична партія «Сильна Україна» |                                  |                       |                    |                                                       |                                                                             |
| 2                                 | Жаданов Володимир Іванович       | 03.11.2010            | вища               | член Політичної партії «Сильна Україна»               | приватний підприємець                                                       |
| 7                                 | Прохоренко Тамара Володимирівна  | 03.11.2010            | середня спеціальна | член Політичної партії «Сильна Україна»               | ВАТ «Ощадний банк», завідувачка                                             |
| 8                                 | Хохлов Олег Вікторович           | 03.11.2010            | вища               | член Політичної партії «Сильна Україна»               | ПП «Будсервіс», директор                                                    |
| 10                                | Кулик Руслан Григорович          | 03.11.2010            | вища               | член Політичної партії «Сильна Україна»               | ПП «Будсервіс», проектант                                                   |
| 14                                | Мазур Андрій Вікторович          | 03.11.2010            | середня спеціальна | член Політичної партії «Сильна Україна»               | Дружбівська міська лікарня, фельдшер                                        |
| 20                                | Бобровицький Павло Олександрович | 03.11.2010            | вища               | член Політичної партії «Сильна Україна»               | Ямпільський районний центр зайнятості, начальник відділу                    |
| 23                                | Петруня Любов Євгеніївна         | 03.11.2010            | вища               | член Політичної партії «Сильна Україна»               | приватний підприємець                                                       |
| Самовисування                     |                                  |                       |                    |                                                       |                                                                             |
| 1                                 | Осадчий Сергій Володимирович     | 26.09.2011            | вища               | позапартійний                                         | управління ветеринарної медицини в Ямпільському районі, затупник начальника |
| 3                                 | Ісаєв Сергій Олексійович         | 03.11.2010            | вища               | позапартійний                                         | Сумська митниця, інспектор                                                  |
| 4                                 | Єременко Алла Павлівна           | 03.11.2010            | вища               | позапартійна                                          | Ямпільська селищна рада, спеціаліст І категорії                             |
| 5                                 | Латиш Анатолій Олександрович     | 03.11.2010            | вища               | позапартійний                                         | приватний підприємець                                                       |
| 6                                 | Ісаєнко Тетяна Миколаївна        | 03.11.2010            | вища               | позапартійна                                          | Ямпільська селищна рада, секретар                                           |
| 9                                 | Авдасьова Валентина Леонідівна   | 03.11.2010            | середня            | позапартійна                                          | тимчасово не працює                                                         |
| 11                                | Шевченко Олег Вікторович         | 03.11.2010            | вища               | член Політичної партії «Сильна Україна»               | приватний підприємець                                                       |
| 12                                | Бойко Віталій В'ячеславович      | 03.11.2010            | вища               | позапартійний                                         | Шосткинська МДПІ, завідувач сектору                                         |
| 13                                | Шуляк Людмила Володимирівна      | 03.11.2010            | середня спеціальна | член Комуністичної партії України                     | Дитячий садок «Малятко», вихователь                                         |
| 17                                | Спановський Анатолій Павлович    | 03.11.2010            | середня спеціальна | позапартійний                                         | пенсіонер                                                                   |
| 18                                | Кривоніс Євген Васильович        | 03.11.2010            | вища               | позапартійний                                         | СДПЧ 25, начальник                                                          |
| 19                                | Горлов Микола Васильович         | 03.11.2010            | вища               | позапартійний                                         | Ямпільська селищна рада, завідувач військово-облікового бюро                |
| 24                                | Шершак Микола Петрович           | 02.05.2011            | вища               | член Соціал-демократичної партії України (об'єднаної) | ТОВ «Глобфармерс», відповідальний за електрогосподарство                    |
| 25                                | Давидюк Микола Васильович        | 03.11.2010            | вища               | позапартійний                                         | ВАТ «Сумиобленерго» Ямпільський РВЕ, інспектор                              |
| 29                                | Фесенко Ірина Вікторівна         | 03.11.2010            | середня            | позапартійна                                          | приватний підприємець                                                       |
| 30                                | Бондар Олександр Єгорович        | 03.11.2010            | середня            | член Комуністичної партії України                     | приватний підприємець                                                       |